# Злокучене (ледник)
Вижте пояснителната страница за други значения на Злокучене.
Злокучене (на английски: Zlokuchene Glacier) е ледник на Бряг Норденшолд, Антарктически полуостров, Антарктика.
Получава това име на 7 декември 2012 г. в чест на селата Злокучене в област Пазарджик и Злокучене в област София.

## География
Ледникът е с дължина 13 km и ширина 3,5 km. Спуска се от седловината Мрахори на изток между Кюстендилски хребет и Ловешките възвишения и се влива в море Уедъл северозападно от нунатак Педерсен. През 1978 г. е извършено британско картографиране на ледника.

## Карта
- Antarctic Digital Database (ADD). Scale 1:250000 topographic map of Antarctica. Scientific Committee on Antarctic Research (SCAR), 1993 – 2016